# Airbus A330 MRTT
El Airbus A330 MRTT (acrónimo en inglés de Multi Role Tanker Transport, "Avión de transporte/cisterna multipropósito") es un avión cisterna de reabastecimiento en vuelo fabricado por la compañía Airbus Defence and Space en Getafe a partir de una conversión del modelo civil Airbus A330-200 de transporte de pasajeros.
El A330 MRTT fue candidato en el concurso de renovación de la flota de los aviones cisterna de la Fuerza Aérea de los Estados Unidos, y de ser seleccionado, habría sido fabricado conjuntamente con Northrop Grumman con la denominación EADS/Northrop Grumman KC-45. De momento, ha sido adquirido por las fuerzas aéreas de Arabia Saudí, Australia, Emiratos Árabes Unidos, Francia y el Reino Unido.

## Diseño y desarrollo

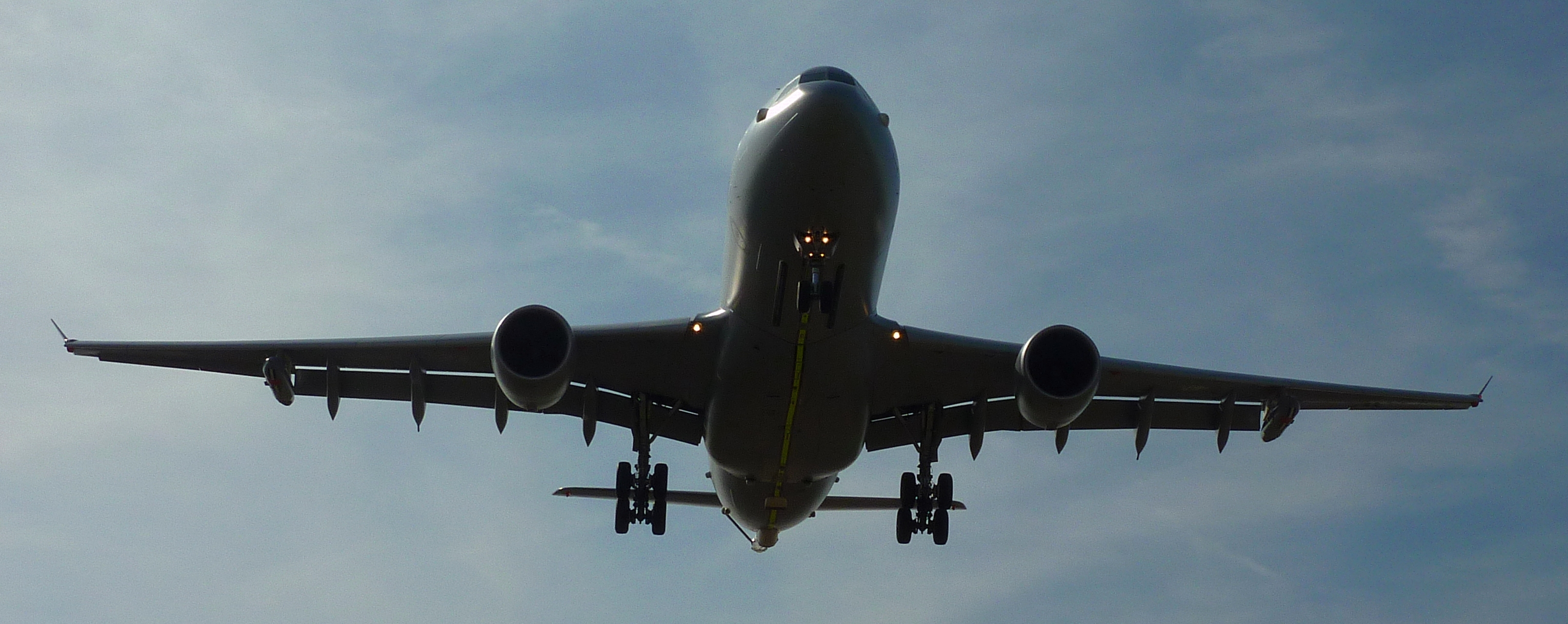
A330 MRTT australiano disponiéndose a aterrizar, tras un vuelo de pruebas.

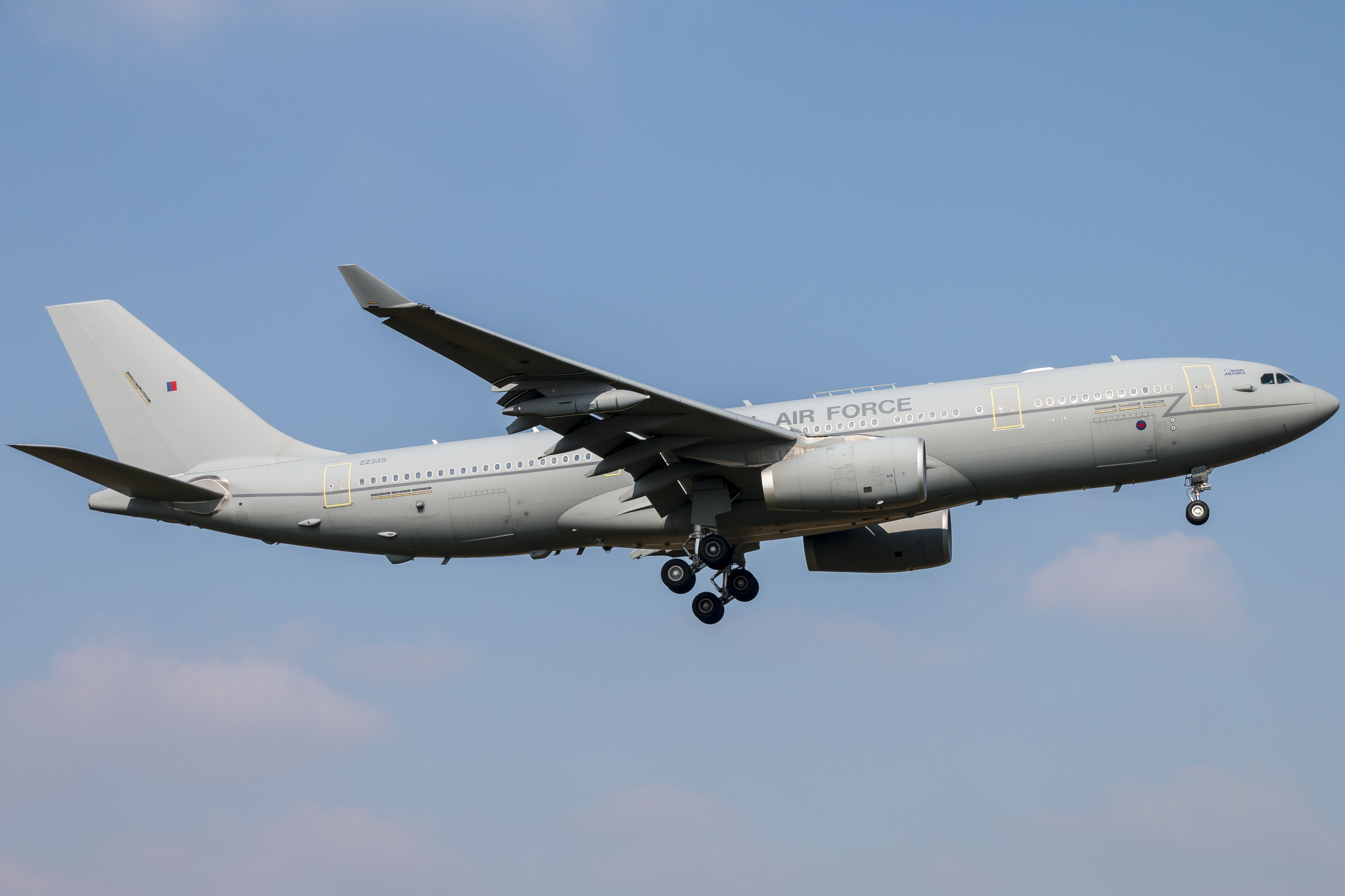
A330 Voyager de la Royal Air Force.

El A330 MRTT es una derivación militar del avión comercial Airbus A330-200. Está diseñado como avión de doble propósito: transporte y reabastecimiento aéreo. Para las misiones de reabastecimiento puede ser configurado con una combinación de cualquiera de los siguientes sistemas:
- Sistema de pértiga ARBS (Aerial Refuelling Boom System) de Airbus Military para reabastecer a aeronaves equipadas con receptáculo.
- Pods de reabastecimiento subalares Cobham 905E para reabastecer a aeronaves equipadas con sonda.
- Una unidad de reabastecimiento ventral de fuselaje (FRU; Fuselage Refuelling Unit) Cobham 805E para reabastecer a aeronaves equipadas con sonda.
- Un sistema de receptáculo universal UARRSI (Universal Aerial Refuelling Receptacle System Installation) para su propio reabastecimiento.

La cabina de carga del moderno A330 MRTT puede ser modificada para transportar hasta 380 pasajeros militares en una configuración de clase única, lo que permite una completa gama de configuraciones de transporte de tropas al máximo y la personalización compleja adecuada para misiones de transporte VIP e invitados. El A330 MRTT también puede ser configurado para realizar misiones de avión hospital, evacuación médica (MEDEVAC), al ser equipado con hasta 130 camillas estándar que puede llevar en la cabina de pasajeros. 
La transformación del A330-200 en MRTT es realizada por Airbus Defence and Space España, en su división de Aviones de Transporte Militar en Getafe (Madrid). Consta de un sistema de repostaje con dos PODS bajo las alas, que albergan dos mangueras con una cesta para el enganche de aviones con sonda. Bajo el fuselaje posterior, a la altura de la sección 18 se encuentra el ARBS (Aerial Refuelling Boom System), el sistema de pértiga para repostar a los aviones con receptáculo por la boca de llenado universal UARRSI (Universal Aerial Refueling Receptacle Slipway Installation). En el interior del MRTT se modifica la cabina de mando para albergar a dos tripulantes adicionales, responsables de las tareas de repostaje y ayudados por un sistema de visión tridimensional sintética. Asimismo, se militariza el sistema de misión y de comunicaciones.
Una vez realizado el 75% de la conversión, cada avión pasa al departamento de Pruebas Funcionales (Functional Tests), que se basan en un pequeño equipo de personal altamente cualificado de ingenieros y Técnicos de Aeronaves (TMA´s) que se encargan de realizar todas las pruebas pertinentes divididas en ATA´s (Hidráulica, Neumática, Comms, Navegación, Trenes de aterrizaje, Combustible, Boom, Pods, etc.).
Acabadas todas las pruebas satisfactoriamente, el aparato pasa al departamento de línea de vuelo, que se encarga de dejar el avión operativo para realizar vuelos de ensayo y contactos con aviones de caza de diferentes ejércitos a lo largo del Estrecho, Cádiz, Portugal y Atlántico Norte. Posteriormente, una vez realizados todos los vuelos y ciclos pertinentes por los pilotos de Pruebas de Airbus Military, el avión pasa a manos del cliente, que con un entrenamiento exhaustivo acepta el avión para su posterior entrada en servicio con su Fuerza Aérea.
El A330 MRTT se basa en el último éxito de la familia electrónica de Airbus big twin. La enorme capacidad básica de su depósito de combustible en los A330-200 de transporte de pasajeros estándar implica que no hará falta instalar depósitos adicionales para poder operar como cisterna en vuelo, superando con creces a sus competidores. Al no necesitar depósitos de combustible auxiliares, toda la bodega de carga inferior está disponible para su uso, pudiendo incorporar contenedores LD3, LD6, Palés Militares o cualquier otro tipo de carga adaptada al avión.
El MRTT puede ir equipado con una combinación de manguera y embudo en alas o fuselaje, o el avanzado sistema de recarga de combustible en vuelo de EADS CASA (Advanced Refuelling Boom System, ARBS). El ser compatible con ambos sistemas de repostaje es una gran ventaja, ya que le permite repostar a prácticamente cualquier avión. En la cabina se pueden colocar un operador de pértiga de repostado y un puesto de planificación de misiones, que incluirían controles remotos dotados del perfeccionado sistema de visión 2D/3D.
La configuración de la cubierta de carga principal, bajo la cubierta de pasajeros, permite el transporte de los contenedores normalizados comerciales tipo D, y plataformas de carga, a través de la norma ISO militar, la OTAN y las plataformas (incluyendo asientos) y contenedores, a los equipos militares y otros objetos grandes, que se cargan a través de una puerta de carga lateral.
Al igual que el avión de pasajeros, la versión civil A330-200, el A330 MRTT incluye dos compartimentos de carga inferiores, en la cubierta de pasajeros (hacia adelante y hacia atrás), y un área de mayor capacidad. La bodega de carga se ha modificado para poder transportar hasta 8 pallets de carga militares, además de civiles ULD. 
Un área de descanso de la tripulación, en el compartimiento opcional (CRC) ubicado en la cabina delantera, puede ser instalada fácilmente para una tripulación de refuerzo, con el fin de aumentar el tiempo disponible para una misión en vuelo. La cabina de pasajeros del A330 MRTT puede ir equipada con un conjunto de airstairs extraíble, para permitir a la tripulación y a los pasajeros que puedan entrar y salir de la aeronave cuando las escaleras telescópicas o equipos de apoyo en tierra no estén disponibles en otra base militar o civil.
También existe una propuesta para la construcción en el futuro de un avión de alerta temprana AWACS (Airborne Warning And Control System), con un radar giratorio en la parte superior del fuselaje, designado temporalmente como RS 5100 CABS DRDO AWACS crore program. La India podría comprar 6 de estas aeronaves de mando aéreo, en el lanzamiento formal de los programas propios AWACS de la India (Airborne Warning and Control System), en donde el Airbus A330 se utilizará como su plataforma aérea.

### Ensamblaje
Airbus SAS ensambla inicialmente aviones civiles A330-200 en Blagnac (cerca de Toulouse, en Francia), que se entregan al Airbus Defence para luego realizar la conversión en Getafe, España, para el montaje final de los nuevos sistemas de abastecimiento de combustible y aviónica militar. 
El nuevo avión cisterna para misiones de reabastecimiento aéreo de combustible a otros aviones fue certificado por las autoridades españolas en octubre de 2010, y la primera entrega a Australia se esperaba que tuviera lugar a finales de 2010. La empresa Qantas Defence Services haría la conversión de los otros cuatro aviones de pasajeros A330-200, en su centro del Aeropuerto de Brisbane en nombre de EADS para la RAAF. 
El nuevo A330 MRTT, totalmente operativo, lo han encargado la Real Fuerza Aérea Australiana (RAAF, por sus siglas en inglés), la RAF británica, así como las fuerzas aéreas de los Emiratos Árabes Unidos y Arabia Saudita. La RAAF fue el primer cliente de lanzamiento del avión cisterna A330 MRTT y, posteriormente, la India confirmó la compra de otros 6 aviones cisterna. 

### Transporte
Pasajeros
- Configuración de dos clases: 270 pasajeros (30 + 240).
- Configuración para transporte de tropas: 380 pasajeros.

Carga
- Piso superior (operaciones de carga completa): 26 plataformas militares 463-L.
- Piso inferior (carga a ambos lados): 27 contenedores LD3 en el compartimento de carga.

Evacuación médica
- Configuración Medevac básica: 130 camillas OTAN, además de personal médico; y 50 asientos para pasajeros de conversión rápida.
- Configuración Medevac completa: 6 estaciones/espacios de cuidados intensivos, 70 camillas OTAN, 113 asientos para pasajeros y suministro completo de equipos médicos adicionales.

### Reabastecimiento aéreo
- Capacidad de combustible: 137 500 litros.
- Velocidad de repostaje:
  - Sistema de pértiga ARBS: 4500 l/min (reabastecimiento de combustible a un Eurofighter a 560 km/h a 7600 metros).
  - Sistema por manga y canastilla: hasta 3024 l/min (reabastecimiento de un Airbus A400M a 3,5 bar).
  - Pods de ala: 1600 l/min (pueden repostar 2 aeronaves simultáneamente).

### Componentes
Referencias:
 Alemania -  España -  Estados Unidos -  Francia -  Reino Unido

#### Electrónica
| Sistema                                                                                         | País                      | Fabricante         | Notas                  |
| ----------------------------------------------------------------------------------------------- | ------------------------- | ------------------ | ---------------------- |
| Lenguaje de programación                                                                        | Bandera de Francia        | Airbus Francia     | SAO                    |
| Red de datos                                                                                    |                           |                    | ARINC 429              |
| Computadoras primarias de control de vuelo (FCPC)                                               | Bandera de Francia        | Aérospatiale ADL   | 3                      |
| Software de las FCPC                                                                            | Bandera de Francia        | Aérospatiale       |                        |
| Lenguaje de programación del módulo FCPC de control                                             |                           |                    | Ensamblador (generado) |
| Lenguaje de programación del módulo FCPC de supervisión                                         |                           |                    | PL/M (generado)        |
| CPUs de las FCPC                                                                                | Bandera de Estados Unidos | Intel              | 80386                  |
| Computadoras secundarias de control de vuelo (FCSC)                                             | Bandera de Francia        | Sextant Avionique  | 2                      |
| Software de las FCSC                                                                            | Bandera de Francia        | Aérospatiale       |                        |
| Lenguaje de programación del módulo FCSC de control                                             |                           |                    | Ensamblador (a mano)   |
| Lenguaje de programación del módulo FCSC de supervisión                                         |                           |                    | Pascal (a mano)        |
| CPUs de las FCSC                                                                                | Bandera de Estados Unidos | Intel              | 80286                  |
| Software de las computadoras de advertencias de vuelo (FWC)                                     | Bandera de Francia        | Aérospatiale       |                        |
| Lenguaje de programación de las FWC                                                             |                           |                    | Ada                    |
| CPUs de las FWC                                                                                 | Bandera de Estados Unidos | Intel              | 80386                  |
| Computadoras concentradoras de datos de control de vuelo (FCDC)                                 |                           |                    | 2                      |
| Software de las FCDC                                                                            | Bandera de Francia        | Aérospatiale       |                        |
| Lenguaje de programación de las FCDC                                                            |                           |                    | Ada (generado o HOOD)  |
| CPUs de las FCDC                                                                                | Bandera de Estados Unidos | Motorola           | 68000                  |
| Computadoras de gestión de pantallas (DMC) del sistema de instrumentos electrónicos (EIS2, LCD) | Bandera de Alemania       | Diehl Aerospace    | 3                      |
| Computadoras de envolvente de guiado de la gestión del vuelo (FMGEC)                            | Bandera de Francia        | Thales             | 2                      |
| Computadora de interfaz del sistema multifunctional de distribución de información (MIC)        | Bandera de España         | Tecnobit           |                        |
| Sistema operativo de tiempo real de la MIC                                                      | Bandera de Estados Unidos | Wind River Systems | VxWorks                |
| CPUs de las MIC                                                                                 | Bandera de Estados Unidos | Freescale          | PowerPC                |
| ACAS II                                                                                         | Bandera de Estados Unidos | Honeywell          |                        |
| Sistema operativo de tiempo real de los sistemas de provisión de reabastecimiento en vuelo      | Bandera de Estados Unidos | Wind River Systems | VxWorks                |
| Lenguaje de programación del sistema avanzado de percha de reabastecimiento (ARBS)              |                           |                    | Ada                    |

#### Propulsión
| Sistema                         | País                      | Fabricante           | Notas                                                                   |
| ------------------------------- | ------------------------- | -------------------- | ----------------------------------------------------------------------- |
| Verificación y validación       | Bandera de Estados Unidos | MathWorks            | MATLAB                                                                  |
| Lenguajes de programación (V&V) | Bandera de Estados Unidos | I-Logix              | Statemate                                                               |
| Motor (opción)                  | Bandera del Reino Unido   | Rolls-Royce Holdings | 2× Trent 772                                                            |
| Motor (opción)                  | Bandera de Estados Unidos | General Electric     | 2× CF6-80E                                                              |
| Motor (opción)                  | Bandera de Estados Unidos | Pratt & Whitney      | 2× PW4000-100                                                           |
| Pod cisterna (opción)           | Bandera del Reino Unido   | Cobham plc           | 0, 2 o 3 Cobham 905E. Empresa británica vendida a Advent International. |

## Variantes
A330 MRTT
Conversión del Airbus A330-200 realizada por Airbus Military para tareas de reabastecimiento en vuelo.
KC-30A
Designación australiana del A330 MRTT con dos pods subalares y sistema ARBS de reabastecimiento en el fuselaje.
KC-45A
Designación de la Fuerza Aérea de los Estados Unidos para el A330 MRTT con dos pods subalares y sistema ARBS en el fuselaje, la versión finalmente no fue adquirida.
Voyager KC.Mk 2
Designación de la RAF para el A330 MRTT con solamente dos pods subalares de reabastecimiento.
Voyager KC.Mk 3
Designación de la RAF para el A330 MRTT con dos pods subalares y sistema FRU en el fuselaje.

## Operadores

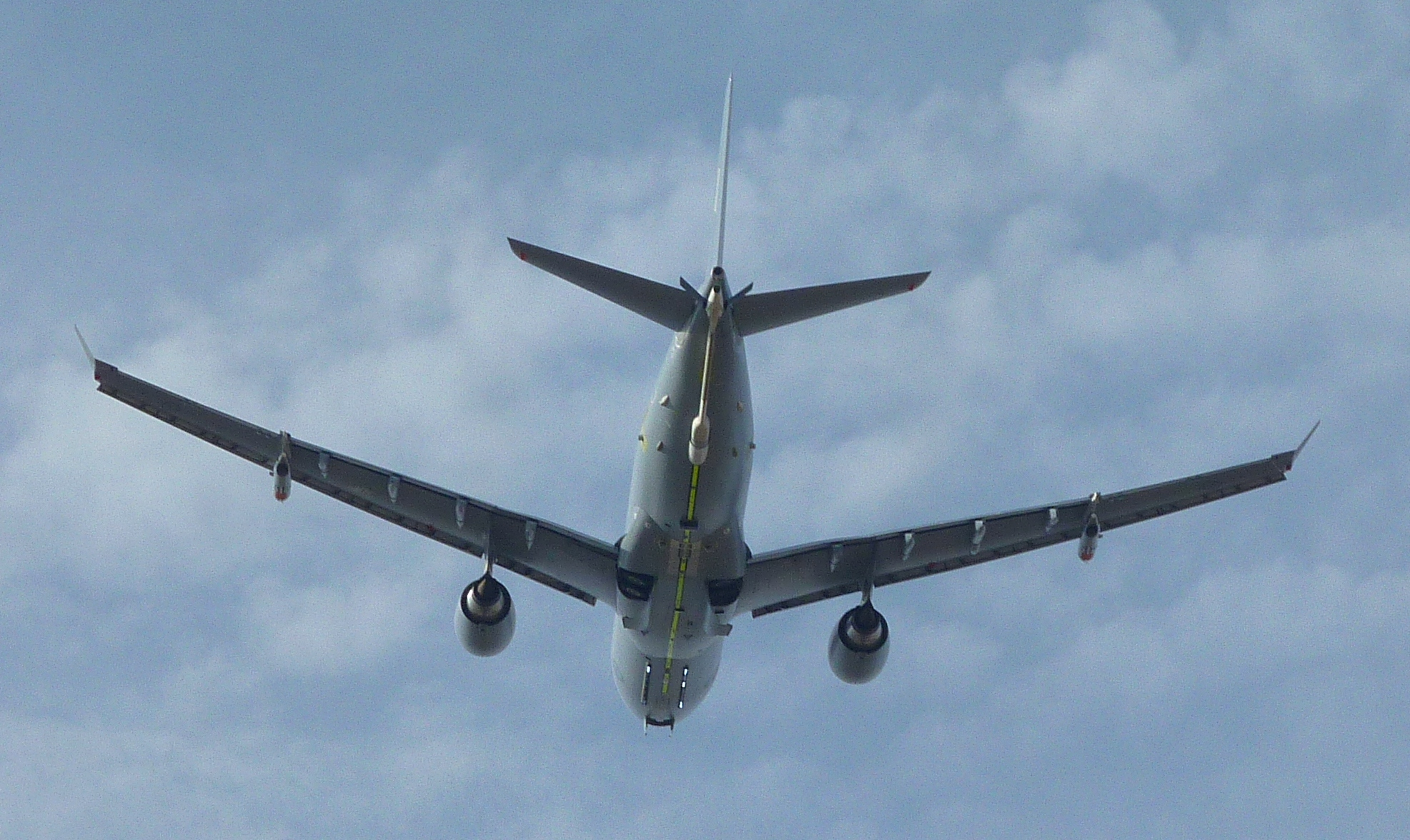
Vista trasera de un ejemplar de la Fuerza Aérea Real Australiana.

Se han encargado 60 aviones, de los que a principios de 2020 se habían entregado 42 ejemplares.

### Actuales
Australia
- La Fuerza Aérea Real Australiana ha firmado un pedido por 7 unidades; a 30 de junio de 2016, ya había recibido 5.

 Arabia Saudita
- Las Real Fuerza Aérea Saudí ha adquirido 6 unidades (todas entregadas a 30 de junio de 2016), y aparte otras 6 unidades más confirmadas,[18][19] una de los cuales fue modificada por parte de la compañía española Iberia mantenimiento a partir de un Airbus A330-200.[20][21]

 Brasil
- 2 A330 encargados. Conversión a licitar.[22]

 Corea del Sur
- Corea del Sur firmó la compra de cuatro aviones A330 MRTT, que también podrán ser utilizados en configuración de transporte.[23]

 Emiratos Árabes Unidos
- La Fuerza Aérea de los Emiratos Árabes Unidos ha adquirido 3 unidades (ya entregadas a 30 de junio de 2016), con opción de compra de 3 aparatos más.

 España
- El Ministerio de Defensa propuso a Airbus que de los 27 aviones A400M comprometidos en un primer momento, sólo se quedaría con 14 unidades, y las restante 13 las intentaría vender en el mercado de exportación. La intención anunciada sería intercambiar esas 13 unidades del A400M que se pretendía vender por algunos aviones A330 MRTT, mucho más caros, pero necesarios para la Fuerza Aérea española. En 2020 el Gobierno se comprometió a comprar 3 MRTT a cambio de que Airbus no reduzca la carga de trabajo de sus plantas en España. Finalmente, el Ejército del Aire de España adquirió 3 Airbus A330-202[24] a Iberia,[25] que iba a retirarlos dentro del plan de reducción de aeronaves a causa del impacto en la aviación de la pandemia de COVID-19. Cada uno tendría un precio final de alrededor de 100 millones de Euros, contando la conversión a avión cisterna en este precio, ya que son de segunda mano.[26][27][28] El 29 de junio de 2021, el Consejo de Ministros autorizó la adquisición de las tres unidades comprometidas.[29] En agosto de 2021, Alto Mando del Ejército del Aire desveló en una entrevista que a finales de 2021 estaría totalmente operativo el primer A330, sin convertir a MRTT; en un principio, está situación la sufriría también el segundo ejemplar, a entregar pocos meses después del primero. En 2023, llegaría el tercer A330 y este sí entraría en servicio directamente como MRTT; tras esto, los dos restantes se convertirán a MRTT, mientras no se conviertan servirán también como avión de transporte estratégico de larga distancia. Según la misma entrevista, se dio a conocer que estarían destinados al Ala 45, con base en la Base Aérea de Torrejón de Ardoz.

 Francia
- La Dirección General de Armamento (DGA) de Francia confirmó en noviembre de 2014 la adquisición de 12 A330 MRTT Phénix (nombre con el que se le conoce la Fuerza Aérea Francesa), con un coste total de 3000 millones de Euros. Los primeros aparatos se entregaron en 2018. La ley de programación militar de 2019-2025 aumentó en tres unidades el pedido, que se prevé que sean entregados entre 2025 y 2030. Los aparatos se integran en la 31.ª Escuadra Aérea de Abastecimiento y Transporte Estratégico, localizada en la base aérea 125 Istres-Le Tubé. El país ha ordenado 15 unidades y, a mayo de 2023, se habían entregado 10.[30]

 Reino Unido
- La Real Fuerza Aérea ha adquirido 14 unidades. En estas aeronaves, el cliente (AirTanker) y Airbus Military dirigen la conversión bajo las directrices civiles (EASA 145) y militar (M). En octubre de 2013, en la factoría de Getafe, se encontraba realizando la conversión del FSTA 10 (Future Strategic Tanker Aircraft), y para mediados del mes de enero de 2014 entraría para su conversión el sexto aparato, FSTA 11. Cabe recordar que, de las 14 unidades adquiridas en total (con 13 entregadas a 30 de junio de 2016), existe una unidad en la que no se realizará la conversión hasta dentro de 3 años, aunque sí se encuentra con los colores y librea exactamente igual que el resto de unidades.

 Singapur
- La Fuerza Aérea de Singapur ha firmado la compra de 6 unidades, a entregar a partir de 2018 para reemplazar a los KC-135R que opera actualmente. En 2020 se firmó la conversión de los aviones en A330 SMART MRTT. En enero de 2021 se terminaron de entregar las 6 unidades ordenadas.[31]

 Unión Europea
- La Agencia Europea de Defensa y la OTAN ha promovido la compra conjunta entre Países Bajos, Luxemburgo, Bélgica, República Checha, Alemania y Noruega de dos aviones en firme con opciones por seis más. A finales de 2020, el número oficial de aviones era 9. Este programa, conocido como Iniciativa Multinacional de la Flota MRTT, está negociando la entrada de más países tras la entrada de Alemania y Bélgica en el programa en enero de 2017. Los primeros aviones se entregarán en 2020 y se basarán en Eindhoven y Colonia. De cara a formación y mantenimiento, se analiza cooperar con otras fuerzas aéreas de la OTAN que operen el avión para lograr reducir costes. A septiembre de 2021 ya se habían entregado 5 unidades.[32]

Alemania, como mayor contribuyente, tendrá una cuota de 5500 horas de vuelo al año. Holanda, 2000 horas, y Bélgica, 1000 horas. Le siguen Luxemburgo, 200 horas (aumentadas a 1200 en 2020), y Noruega y República Checa, con 100 horas respectivamente. La utilización prevista es de 1100 horas por avión por año. Por tanto, al pasar Luxemburgo de 200 a 1200 horas, la flota pasó de 8 a 9 aviones.

### Futuros
Catar
- La Fuerza Aérea de Catar firmó una carta de intenciones (Letter of Intention) para adquirir 2 unidades (junio de 2013) con la siguiente configuración:

- Dos unidades de PODS subalares para repostaje en vuelo.
- Una unidad ARBS (pértiga BOOM) para repostaje en vuelo.
- Unidad UARSSI.
- Compuerta lateral de carga para pallets LD3/LD7 y pallets militares.

 India
- La Fuerza Aérea India no ha cerrado el pedido formal del A330 MRTT (en el caso de que se haga efectiva la adquisición, serían 6 unidades con opción a compra de 3 unidades más con la misma configuración que el programa FSTA). El Gobierno de la India ha dado marcha atrás dos veces a la compra de A330 MRTT para sustituir a sus siete Ilyushin Il-78.

## Especificaciones

### Características generales
- Longitud: 59 m (193,6 ft)
- Envergadura: 60,3 m (197,8 ft)
- Altura: 17,9 m (58,7 ft)
- Superficie alar: 361,6 m² (3892,3 ft²)
- Peso vacío: 124 518 kg (274 437,7 lb)
- Peso máximo al despegue: 233 000 kg (513 532 lb)
- Planta motriz: 2× turbofán Rolls-Royce Trent 772B (también puede ir equipado con motores General Electric CF6-80E1A4 o Pratt & Whitney PW 4168A).
  - Empuje normal: 320 kN (32 630 kgf; 71 939 lbf) de empuje cada uno.

### Rendimiento
- Velocidad nunca excedida (Vne): 880 km/h (547 MPH; 475 kt)
- Velocidad crucero (Vc): 860 km/h (534 MPH; 464 kt)
- Alcance: 12 500 km (6749 nmi; 7767 mi)
- Techo de vuelo: 12 500 m (41 010 ft)

## Aeronaves relacionadas

### Desarrollos relacionados
- Airbus A330
- Airbus A310 MRTT
- / EADS/Northrop Grumman KC-45

### Aeronaves similares
- Boeing KC-135 Stratotanker
- McDonnell Douglas KC-10 Extender
- Boeing KC-767

### Secuencias de designación
- Aviones militares de Airbus: A310 MRTT - A330 MRTT - A400M
- Secuencia T._ (Aeronaves de Transporte del Ejército del Aire español, 1978-presente): ← T.21 - T.22 - T/TK.23 - T/TK.24